# کارایی نانوفناوری
کارایی نانوفناوری (انگلیسی: Impact of nanotechnology) از کاربردهای نانوپزشکی، اخلاقی، ذهنی، حقوقی و زیست‌محیطی آن تا زمینه‌هایی مانند مهندسی، زیست‌شناسی، شیمی، محاسبات، علم مواد و ارتباطات گسترش می‌یابد.

مزایای عمده نانوتکنولوژی شامل بهبود روش‌های تولید، سیستم‌های تصفیه آب، سیستم‌های انرژی، بهبود فیزیکی، نانوپزشکی، روش‌های بهتر تولید غذا، تغذیه و ساخت خودکار زیرساخت‌ها در مقیاس بزرگ است. کاهش اندازه نانوتکنولوژی ممکن است امکان اتوماسیون کارهایی را فراهم کند که قبلاً به دلیل محدودیت‌های فیزیکی غیرقابل دسترس بودند، که به نوبه خود ممکن است نیازهای نیروی کار، زمین یا تعمیر و نگهداری را کاهش دهد.

 خطرات بالقوه شامل مسائل زیست‌محیطی، بهداشتی و ایمنی است؛ اثرات انتقالی مانند جابجایی صنایع سنتی به دلیل غالب شدن محصولات نانوتکنولوژی، که مورد توجه مدافعان حقوق حریم خصوصی است. اگر اثرات منفی بالقوه نانوذرات نادیده گرفته شوند، ممکن است به ویژه مهم باشند.

اینکه آیا نانوفناوری شایستگی مقررات ویژه دولتی را دارد یا خیر، موضوعی بحث‌برانگیز است. نهادهای نظارتی مانند آژانس حفاظت محیط زیست ایالات متحده آمریکا و اداره بهداشت و حمایت از مصرف‌کننده کمیسیون اروپا شروع به برخورد با خطرات بالقوه نانوذرات کرده‌اند. بخش مواد غذایی ارگانیک اولین شرکتی بوده‌است که با حذف قانونی نانوذرات مهندسی شده از محصولات ارگانیک تأیید شده، ابتدا در استرالیا و بریتانیا، و اخیراً در کانادا، و همچنین برای تمام مواد غذایی دارای گواهی استانداردهای بین‌المللی Demeter عمل کرده‌است.

## بررسی اجمالی
وجود نانومواد (مواد حاوی نانوذرات) به خودی خود یک تهدید نیست. این فقط جنبه های خاصی است که می تواند آنها را مخاطره آمیز کند، به ویژه تحرک آنها و افزایش واکنش آنها. تنها در صورتی که خواص خاصی از نانوذرات خاص برای موجودات زنده یا محیط زیست مضر باشد، با یک خطر واقعی مواجه خواهیم شد. در این صورت می توان آن را نانو آلودگی نامید.

برای پرداختن به اثرات زیست محیطی و سلامتی نانومواد، باید بین دو نوع نانوساختار تمایز قائل شویم: (1) نانوکامپوزیت ها، سطوح نانوساختار و اجزای نانو (الکترونیکی، نوری، حسگرها و غیره)، که در آن ذرات نانومقیاس در یک ماده، ماده یا دستگاه ادغام می شوند. نانو ذرات "ثابت"؛ و (2) نانوذرات "آزاد"، که در برخی از مراحل تولید یا استفاده، نانوذرات جداگانه یک ماده وجود دارد. این نانوذرات آزاد می‌توانند گونه‌هایی از عناصر در مقیاس نانو یا ترکیبات ساده باشند، اما همچنین ترکیبات پیچیده‌ای هستند که به عنوان مثال، نانوذره‌ای از یک عنصر خاص با ماده دیگری پوشانده شده است (نانوذره «پوشش‌دار» یا نانوذره «هسته پوسته»).

به نظر می رسد اتفاق نظر وجود دارد که اگرچه باید از مواد حاوی نانوذرات ثابت آگاه بود، اما نگرانی فوری در مورد نانوذرات آزاد است.

نانوذرات بسیار متفاوت از همتایان روزمره خود هستند، بنابراین اثرات نامطلوب آنها را نمی توان از سمیت شناخته شده مواد در اندازه ماکرو ناشی کرد. این موضوع مسائل مهمی را برای پرداختن به اثرات بهداشتی و زیست محیطی نانوذرات آزاد ایجاد می کند.

برای پیچیده تر کردن همه چیز، در صحبت در مورد نانوذرات، مهم است که یک پودر یا مایع حاوی نانوذرات تقریباً هرگز تک پراکنده نباشد، بلکه دارای طیف وسیعی از اندازه های ذرات باشد. این امر تجزیه و تحلیل تجربی را پیچیده می کند زیرا نانوذرات بزرگتر ممکن است خواص متفاوتی با ذرات کوچکتر داشته باشند. همچنین، نانوذرات تمایل به انباشتگی نشان می‌دهند و این گونه دانه‌ها اغلب رفتار متفاوتی با نانوذرات جداگانه دارند.

## تاثیر سلامتی
تأثیرات نانوفناوری بر سلامتی، تأثیرات احتمالی است که استفاده از مواد و وسایل نانوتکنولوژیکی بر سلامت انسان خواهد داشت. از آنجایی که نانوتکنولوژی یک حوزه نوظهور است، بحث های زیادی در مورد اینکه نانوتکنولوژی تا چه حد برای سلامتی انسان سودمند است یا خطراتی دارد، وجود دارد. تأثیرات نانوتکنولوژی بر سلامت را می توان به دو جنبه تقسیم کرد: پتانسیل نوآوری های فناوری نانو برای داشتن کاربردهای پزشکی برای درمان بیماری ها، و خطرات بالقوه سلامتی ناشی از قرار گرفتن در معرض نانومواد.

با توجه به همه‌گیری جهانی کنونی، محققان، مهندسان و متخصصان پزشکی از مجموعه‌ای بسیار توسعه‌یافته از رویکردهای علم و فناوری نانو برای کشف راه‌هایی استفاده می‌کنند که می‌تواند به طور بالقوه به جوامع پزشکی، فنی و علمی برای کمک به مبارزه با همه‌گیری کمک کند.

### کاربردهای پزشکی
نانوپزشکی کاربرد پزشکی نانوفناوری است. رویکردهای نانوپزشکی از استفاده پزشکی از نانومواد، تا حسگرهای زیستی نانو الکترونیک و حتی کاربردهای احتمالی نانوتکنولوژی مولکولی در آینده را شامل می‌شود. نانوپزشکی به دنبال ارائه مجموعه ای ارزشمند از ابزارهای تحقیقاتی و دستگاه های مفید بالینی در آینده نزدیک است. ابتکار ملی نانوتکنولوژی انتظار دارد کاربردهای تجاری جدیدی در صنعت داروسازی داشته باشد که ممکن است شامل سیستم های پیشرفته دارورسانی، درمان های جدید و تصویربرداری درون‌تنی باشد. رابط های عصبی-نانو الکترونیک و سایر حسگرهای مبتنی بر نانوالکترونیک یکی دیگر از اهداف فعال تحقیق هستند. در ادامه، حوزه گمانه‌زنی نانوتکنولوژی مولکولی معتقد است که ماشین‌های ترمیم سلولی می‌توانند پزشکی و حوزه پزشکی را متحول کنند.

بودجه تحقیقات نانوپزشکی مستقیماً تأمین می‌شود و مؤسسه ملی سلامت ایالات متحده در سال ۲۰۰۵ بودجه یک برنامه پنج ساله برای راه‌اندازی چهار مرکز نانوپزشکی را تأمین کرد. در آوریل ۲۰۰۶، مجله Nature Materials تخمین زد که ۱۳۰ دارو و سیستم تحویل مبتنی بر فناوری نانو در سراسر جهان در حال توسعه هستند. نانوپزشکی یک صنعت بزرگ است که فروش آن در سال ۲۰۰۴ به ۶٫۸ میلیارد دلار رسید. با بیش از ۲۰۰ شرکت و ۳۸ محصول در سراسر جهان، هر سال حداقل ۳٫۸ میلیارد دلار در تحقیق و توسعه فناوری نانو سرمایه گذاری می شود. از آنجایی که صنعت نانوپزشکی همچنان به رشد خود ادامه می دهد، انتظار می رود که تأثیر قابل توجهی بر اقتصاد داشته باشد.

### خطرات سلامتی
نانوسم شناسی رشته ای است که خطرات بالقوه سلامتی نانومواد را مطالعه می کند. اندازه بسیار کوچک نانومواد به این معنی است که آنها بسیار راحت تر از ذرات با اندازه بزرگتر توسط بدن انسان جذب می شوند. نحوه رفتار این نانوذرات در داخل ارگانیسم یکی از مسائل مهمی است که باید حل شود. رفتار نانوذرات تابعی از اندازه، شکل و واکنش سطحی آنها با بافت اطراف است. به عنوان مثال، آنها می توانند باعث اضافه بار روی فاگوسیت ها شوند، سلول هایی که مواد خارجی را می بلعند و از بین می برند، در نتیجه واکنش های استرسی را تحریک می کنند که منجر به التهاب و تضعیف دفاع بدن در برابر سایر عوامل بیماری زا می شود.

علاوه بر آنکه چه اتفاقی می افتد اگر نانوذرات غیر قابل تجزیه یا با سرعت کم تجزیه متراکم شوند در اعضا، یک نگرانی دیگر این است که تعامل پتانسیل آنها با فرآیندهای بیولوژیکی داخل بدن است: به دلیل سطح بزرگشان، نانوذرات در معرض بافت و مایعات، فوراً برخی از ماکرومولکول‌هایی که با آنها برخورد می کنند، روی سطح خود جذب می کنند. این ممکن است، برای مثال، مکانیسم های تنظیمی آنزیم ها و سایر پروتئین ها را تحت تاثیر قرار دهد. تعداد زیادی از متغیرهای مؤثر بر سمیت به این معنی است که تعمیم خطرات بهداشتی مرتبط با قرار گرفتن در معرض نانومواد دشوار است - هر نانومواد جدید باید به صورت جداگانه ارزیابی شود و تمام خواص مواد باید در نظر گرفته شود. مسائل بهداشتی و زیست‌محیطی در محل کار شرکت‌هایی که در تولید یا استفاده از مواد نانو فعالیت می‌کنند و در آزمایشگاه‌هایی که در تحقیقات علوم و فناوری نانو فعالیت می‌کنند، ترکیب می‌شوند. به جرات می توان گفت که استانداردهای فعلی قرار گرفتن در معرض گرد و غبار در محل کار را نمی توان مستقیماً برای گرد و غبار نانوذرات اعمال کرد.

مؤسسه ملی ایمنی و بهداشت شغلی تحقیقات اولیه ای را در مورد نحوه تعامل نانوذرات با سیستم های بدن و نحوه قرار گرفتن کارگران در معرض ذرات با اندازه نانو در تولید یا استفاده صنعتی از نانومواد انجام داده است. مؤسسه ملی ایمنی و بهداشت شغلی در حال حاضر دستورالعمل های موقتی را برای کار با نانومواد مطابق با بهترین دانش علمی ارائه می دهد. در آزمایشگاه ملی فناوری حفاظت فردی مؤسسه ملی ایمنی و بهداشت شغلی، مطالعاتی برای بررسی نفوذ فیلتر نانوذرات بر روی ماسک‌های دارای گواهی مؤسسه ملی ایمنی و بهداشت شغلی و دارای علامت اتحادیه اروپا، و همچنین ماسک‌های گرد و غبار غیر تایید شده انجام شده است. این مطالعات نشان داد که محدوده اندازه ذرات نافذ بین 30 تا 100 نانومتر بود و اندازه نشت بزرگترین عامل در تعداد نانوذرات یافت شده در ماسک‌های آزمایشی بود.

سایر خواص نانومواد که بر سمیت تأثیر می گذارند عبارتند از: ترکیب شیمیایی، شکل، ساختار سطحی، بار سطحی، تجمع و حلالیت، و وجود یا عدم وجود گروه های عاملی سایر مواد شیمیایی. تعداد زیادی از متغیرهای مؤثر بر سمیت به این معنی است که تعمیم خطرات بهداشتی مرتبط با قرار گرفتن در معرض نانومواد دشوار است - هر نانومواد جدید باید به صورت جداگانه ارزیابی شود و تمام خواص مواد باید در نظر گرفته شود.

بررسی‌های متون نشان داده‌اند که انتشار نانوذرات مهندسی شده و قرار گرفتن در معرض شخصی ممکن است در طول فعالیت‌های کاری مختلف اتفاق بیفتد. این وضعیت به نهادهای نظارتی هشدار می دهد تا راهبردها و مقررات پیشگیری را در محل کار فناوری نانو ضروری کنند.

## اثرات زیست محیطی
اثرات زیست محیطی فناوری نانو، اثرات احتمالی است که استفاده از مواد و دستگاه های نانوتکنولوژیکی بر محیط زیست خواهد داشت. از آنجایی که نانوتکنولوژی یک حوزه نوظهور است، بحث هایی در مورد اینکه استفاده صنعتی و تجاری از نانومواد تا چه حد بر موجودات و اکوسیستم ها تأثیر می گذارد، وجود دارد.

تأثیرات زیست‌محیطی نانوتکنولوژی را می‌توان به دو جنبه تقسیم کرد: پتانسیل نوآوری‌های نانوتکنولوژی برای کمک به بهبود محیط زیست، و نوع احتمالاً جدیدی از آلودگی که مواد نانوتکنولوژی ممکن است در صورت انتشار در محیط ایجاد کنند.

### کاربردهای زیست محیطی
نانوتکنولوژی سبز به استفاده از نانوفناوری برای افزایش پایایی زیست محیطی فرآیندهایی که اثرات جانبی منفی تولید می کنند اشاره دارد. همچنین به استفاده از محصولات نانوتکنولوژی برای افزایش پایایی اشاره دارد. این شامل ساخت محصولات نانو سبز و استفاده از محصولات نانو در حمایت از پایداری است. نانوتکنولوژی سبز به عنوان توسعه فناوری‌های پاک توصیف شده است، «برای به حداقل رساندن خطرات بالقوه زیست‌محیطی و سلامت انسان مرتبط با ساخت و استفاده از محصولات نانوتکنولوژی، و تشویق جایگزینی محصولات موجود با محصولات نانویی جدید که دوستدار محیط‌زیست‌ در طول چرخه زندگی هستند."

نانوتکنولوژی سبز دو هدف دارد: تولید نانومواد و محصولات بدون آسیب رساندن به محیط زیست و سلامت انسان و تولید محصولات نانویی که راه حلی برای مشکلات زیست محیطی ارائه می کنند. از اصول موجود شیمی سبز و مهندسی سبز برای ساخت نانومواد و محصولات نانو بدون مواد سمی، در دماهای پایین با استفاده از انرژی کمتر و ورودی‌های تجدیدپذیر تا جایی که ممکن است، و با استفاده از تفکر چرخه حیات در تمام مراحل طراحی و مهندسی استفاده می‌کند.

### آلودگی
نانو آلودگی یک نام عمومی برای تمام زباله های تولید شده توسط نانودستگاه ها یا در طول فرآیند تولید نانومواد است. نانو زباله عمدتاً گروهی از ذراتی است که در محیط رها می‌شوند یا ذراتی که وقتی روی محصولاتشان هستند دور ریخته می‌شوند.

## تاثیر اجتماعی
فراتر از خطرات سمی برای سلامت انسان و محیط زیست که با نانومواد نسل اول مرتبط است، نانوتکنولوژی تأثیر اجتماعی گسترده‌تری دارد و چالش‌های اجتماعی گسترده‌تری را ایجاد می‌کند. دانشمندان علوم اجتماعی پیشنهاد کرده‌اند که مسائل اجتماعی فناوری نانو را باید نه تنها به‌عنوان خطرات یا اثرات «پایین‌دستی» درک کرد و ارزیابی کرد. در عوض، چالش‌ها باید در تحقیقات و تصمیم‌گیری «بالادستی» لحاظ شوند تا از توسعه فناوری که اهداف اجتماعی را برآورده می‌کند اطمینان حاصل شود.

بسیاری از دانشمندان علوم اجتماعی و سازمان‌های جامعه مدنی پیشنهاد می‌کنند که ارزیابی فناوری و حکمرانی باید مشارکت عمومی را نیز شامل شود. کاوش در ادراک ذینفعان نیز جزء ضروری در ارزیابی میزان زیادی از ریسک مرتبط با فناوری نانو و محصولات مرتبط با نانو است.

بیش از ۸۰۰ پتنت مرتبط با نانو در سال ۲۰۰۳ اعطا شد که تعداد آنها تا سال ۲۰۱۲ به نزدیک به ۱۹۰۰۰ در سطح بین المللی افزایش یافت. شرکت ها در حال حاضر در حال ثبت اختراعات گسترده در مورد اکتشافات و اختراعات در مقیاس نانو هستند. به عنوان مثال، دو شرکت NEC و IBM، پتنت‌های اولیه نانولوله‌های کربنی، یکی از سنگ بنای فعلی فناوری نانو را دارند. نانولوله‌های کربنی کاربردهای گسترده‌ای دارند و به نظر می‌رسد برای چندین صنعت از الکترونیک و کامپیوتر، تا مواد تقویت‌شده تا تحویل دارو و تشخیص، حیاتی باشند.

فناوری نانو ممکن است راه‌حل‌های جدیدی را برای میلیون‌ها نفر در کشورهای در حال توسعه که به خدمات اولیه مانند آب سالم، انرژی قابل اعتماد، مراقبت‌های بهداشتی و آموزش دسترسی ندارند، ارائه دهد. کارگروه علم، فناوری و نوآوری سازمان ملل در سال ۲۰۰۴ اشاره کرد که برخی از مزایای فناوری نانو شامل تولید با استفاده از نیروی کار کم، زمین یا تعمیر و نگهداری، بهره وری بالا، هزینه کم و نیازهای متوسط به مواد و انرژی است. با این حال، این نگرانی‌ها اغلب مطرح می‌شود که مزایای ادعایی فناوری نانو به طور مساوی توزیع نمی‌شود و هر گونه منافع (از جمله فنی و/یا اقتصادی) مرتبط با فناوری نانو تنها به کشورهای ثروتمند می‌رسد.

نگرانی‌های بلندمدت بر تأثیری است که فناوری‌های جدید برای جامعه در کل خواهد داشت و اینکه آیا اینها احتمالاً می‌توانند به اقتصاد پس از کمبود منجر شوند یا به طور متناوب شکاف ثروت بین کشورهای توسعه یافته و در حال توسعه را تشدید کنند. اثرات نانوتکنولوژی بر کل جامعه، بر سلامت انسان و محیط زیست، بر تجارت، امنیت، بر سیستم‌های غذایی و حتی بر تعریف «انسان» مشخص نشده و یا سیاسی نشده است.

## مقررات
بحث های مهمی در رابطه با این سوال وجود دارد که آیا نانوفناوری یا محصولات مبتنی بر فناوری نانو مستحق مقررات ویژه دولتی هستند. این بحث مربوط به شرایطی است که در آن ارزیابی مواد جدید قبل از انتشار در بازار، جامعه و محیط زیست ضروری و مناسب است.

نهادهای نظارتی مانند آژانس حفاظت محیط زیست ایالات متحده آمریکا و سازمان غذا و دارو (آمریکا) یا اداره بهداشت و حمایت از مصرف کننده کمیسیون اروپا شروع به برخورد با خطرات احتمالی ناشی از نانوذرات کرده اند. تاکنون، نه نانوذرات مهندسی شده و نه محصولات و مواد حاوی آنها مشمول مقررات خاصی در مورد تولید، جابجایی یا برچسب زدن نیستند. برگه اطلاعات ایمنی مواد که باید برای برخی از مواد صادر شود، اغلب بین اندازه حجمی و نانومقیاس ماده مورد نظر تفاوتی قائل نمی شود و حتی زمانی که صادر می شود، این MSDS فقط توصیه ای هستند. پیشرفت‌های جدید و رشد سریع در حوزه فناوری نانو پیامدهای زیادی دارد که به نوبه خود منجر به قوانینی در بخش‌های سنتی غذا و کشاورزی جهان، به ویژه اختراع بسته‌بندی‌های هوشمند و فعال، حسگرهای نانو، نانو آفت‌کش‌ها، و کودهای نانو.

برچسب‌گذاری و مقررات محدود فناوری نانو ممکن است مسائل بالقوه سلامت و ایمنی انسان و محیط زیست مرتبط با فناوری نانو را تشدید کند. استدلال شده است که توسعه مقررات جامع فناوری نانو برای اطمینان از اینکه خطرات بالقوه مرتبط با تحقیقات و کاربرد تجاری نانوتکنولوژی بر مزایای بالقوه آن سایه نمی‌اندازد، حیاتی خواهد بود. همچنین ممکن است برای برآورده کردن انتظارات جامعه در مورد توسعه مسئولانه فناوری نانو و همچنین حصول اطمینان از اینکه منافع عمومی در شکل‌دهی به توسعه فناوری نانو لحاظ شده است، مقررات لازم باشد.